# 심비르스키아사우루스
심비르스키아사우루스(학명:Simbirskiasaurus birjukovi)는 어룡목 안공룡과에 속하는 어룡이다.

## 특징
심비르스키아사우루스(Simbirskiasaurus)는 러시아 울리야놉스크(옛 이름 심비르스크)의 초기 백악기(초기 바르레미안)에서 멸종한 어룡의 속이다. 몸길이는 3.5m에 몸무게는 200kg에 달하는 작은 어룡이다. 그것의 유형 표본은 YKM 65119로 단편적인 두개골과 척추 기둥이다. 피셔 외 연구진은 심비르스키아사우루스의 진단을 다음과 같이 한다. "자극성 안공룡이 특징인 플라티프테리지아사우루스와 외측 나리스를 내악기둥으로 나눈다. 내막 복합체의 후측 개방, 등축 확장이 있으며 심비르키아사우루스의 깊은 자리간격(reminiscol)기초 신식공룡 테모돈토사우루스 플라티오돈의 t; 고데프로이트를 1993년에 참조하였다. 심비르스키아사우루스 비르주코비 또한 다음과 같은 독특한 특징들의 조합으로 특징지어진다. 프리맥실라의 하위 수리적 과정이 외부 나리스(크라이옵테리지오스, 더크미터 등, 2012년) 맥실라의 전방 공정을 길게 하여 비강 수위에 도달한다. 애기로사우루스, 스벨토넥테스, 플라티프테리기우스, 페르부쇼비사우루스와는 달리 양턱의 튀어나온 주둥이의 형태와 홀로타입에서 크게 차이가 있는 종이다. 양턱에는 총 15~20개의 삼각형 톱니 모양을 가진 이빨을 가지고 있다. 먹이로는 당대에 서식했던 물고기, 갑각류, 두족류를 주로 잡아먹고 살았을 육식성의 포식자로 추정되는 종이다.

## 생존시기와 서식지와 화석의 발견
심비르스키아사우루스가 생존했던 시기는 중생대의 백악기 초기로서 지금으로부터 1억 4500만년전~1억 2000만년전에 생존했던 종이다. 생존했던 시기에는 러시아와 유럽으로 이어진 북극해에서 주로 서식했던 어룡이다. 화석의 발견은 1985년에 유럽과 러시아의 트라이아스기에 형성된 지층에서 러시아와 유럽의 고생물학자들에 의하여 처음으로 화석이 발견되어 새롭게 명명된 종이다.

## 같이 보기
- 파충류
- 중생대
- 백악기
- 어룡
- 화석